# Гулой
Гулой — чечено-інгушський тайп, входить до етнічної спільноти Орстхой. Тайп Гулой належить до тайпової спільноти Мержой. Представники цього тайпу проживають переважно в Інгушетії та Чечні, і малою частиною в Аухівському районі Дагестану.

## Прізвища, що входять до тайпу Гулой
До тайпу Гулой (ГІулой) належать такі прізвища, як Гулой, Гулієви, Гулоєви, Хучбарови, Нагадієви, Бекботови, Мержоєви, Гулаєви, Абадієви, Джамбулатови, Парижеви, Гацієви, Базієви, Бейгови, Гацаєви, Аспієви, Шаулієви, Хачубарови, Толагови, Тімієви, Хаматханови, Шавлієви, Хочубарови, Бітієви, Хакімови, Чадієви та ін.
Тайп Гулой полягає у кревній спорідненості з тайпами Мержой та Хайхарой. Щоб зберегти історичний зв'язок з родовими поселеннями Ґул, Мереджі та Хайхар на початку XX століття деякі вихідці з цих сіл стали писати свої прізвища як Гулієви, Мержоєви та Хайхароїви, а інша частина поселенців Гул, Мереджі та Хайх — за іменами своїх предків.

## Історія походження прізвища
Родоначальниками тайпу Гулой вважаються вихідці з Мереджі (Мержой). Залишки родової вежі Гуло знаходяться в селі Мереджі. Вони заснували гірське селище Гул у Галашкинському районі Інгушетії, від назви якого і походить назва тайпу Гулой.
Тотожні прізвища тайпу Гулой у тій самій транскрипції існують у Хасавюртівському районі. Аух — історична область розселення аухівців.
Тайп Гулой полягає у кревній спорідненості з тайпом Мержой та Хайхарой. Щоб зберегти історичний зв'язок з родовими поселеннями Гул, Мереджі та Хайх на початку XX століття деякі вихідці з цих сіл стали писати свої прізвища як Гулієві, Мержоєві та Хайхароеви, а інша частина поселенців Гул, Мереджі та Хайх — за іменами своїх предків. Тайп ГІулой входить у тайпове співтовариство Мержой.
З селища Гул вийшли прізвища, предки яких були воїнами та вправними мисливцями. Аж до середини XIX століття місцеві жителі видобували свинцево-срібні руди, які використовувалися для приготування куль, прикрас, частина з них йшла на продаж чи обмін із сусідами. Знамениті вихідці з Гула це Гулієв Елмурза Дударович (повний кавалер Георгіївської зброї), Аспієв Тоги, абрек Ахмед Хучбаров, який протягом 26 років здійснював збройний опір регулярним військам і спеціальним частинам НКВС, які в роки які в роки заслання154 гори від вайнахів, а також багато інших.